# Agence nationale de l'emploi
Pour les articles homonymes, voir Agence nationale pour l'emploi (homonymie).
L'Agence nationale de l'emploi (ANEM ; en arabe الوكالة الوطنية للتشغيل) est l'organisme responsable du service public de l'emploi en Algérie.
En application des textes de l'Organisation internationale du travail (OIT) , un Service public de l'emploi est instauré en Algérie par le décret n° 62-99 du 29 novembre 1962. Il est confié à l'Office national de la main-d’œuvre (ONAMO). Le dispositif sera ensuite remanié ou complété par des textes réglementaires ou législatifs à plusieurs reprises, notamment en 1963 (instauration d'un monopole sur les flux migratoires), 1971 (organisation de l'ONAMO).
En 1990, un changement de dénomination de l'ONAMO en Agence nationale de l'emploi, (Anem) est décidé. Un établissement chargé de l'indemnisation des travailleurs licenciés est mis en place en 1994, la Caisse nationale d'assurance-chômage (CNAC). En 1996, l'appui aux jeunes voulant créer leur entreprise est confié à l'Agence nationale de soutien à l'emploi des jeunes (ANSEJ).
L'Anem verra son statut changer en 2004, au moment où la création d’agences d’emploi privées est décidée.

## Histoire

### L’ONAMO
L'Office national algérien de la main-d'œuvre (ONAMO), créé par décret du 29 novembre 1962. Il a pour principale fonction, à partir de 1963, la gestion des flux migratoires vers la France puis, dans les années 1970, vers la République démocratique allemande. Une ordonnance du 17 juin 1971 précise son organisation. Cependant, l'organisme a un rôle limité, l'Algérie ne conduisant pas de véritable politique d’emploi pendant cette période.
En vertu d'un décret algérien du 29 mai 1963, les candidats à l'émigration la production d'un visa de l'ONAMO, qu'il peut obtenir s'il n'a pas trouvé de travail un mois après son inscription auprès de l'office. Le nombre de personnes pouvant être accueillies est fixé par la France : 35 000 par an en 1964, 25 000 par an à partir de 1967. Le gouvernement algérien met fin à l’émigration dans ce cadre en septembre 1973.
Au total, l'ONAMO aurait permis l'installation légale de 225 800 travailleurs entre 1965 et 1973.

### L'Anem
L'Agence nationale de l'emploi (Anem) prend la suite de l'ONAMO en 1990 en tant qu'établissement public. Elle est dotée en 2004 du statut d’établissement public à gestion spécifique. Elle est placée sous la tutelle du ministère du travail et de la sécurité sociale.

## Missions
L'ANEM est chargée principalement de recueillir et de mettre en relation l'offre et la demande de travail. Elle a également une fonction d'étude, d’analyse et de diffusion des informations sur le marché du travail. Elle doit favoriser la mobilité géographique et professionnelle des demandeurs d'emploi, sur le plan national comme international. Enfin, l'Anem s’est vu confier le contrôle des organismes privés contribuant au service public de l’emploi, autorisés en vertu de la loi de 2004. L'Anem s'est vu confier le contrôle des organismes privés contribuant au service public de l'emploi, autorisés en vertu de la loi de 2004. Seize d’entre eux ont été créés entre 2009 et 2011.
Tout employeur est tenu de notifier toute offre d'emploi à l’agence de l’emploi de l’Anem ou à un organisme privé agréé.
L'Anem peut se voir confier la mise en œuvre de mécanismes publics d'aide à l'emploi. C'est le cas depuis 2008 du Dispositif d'aide à l'insertion professionnelle (DAIP) qui vise à favoriser l'insertion professionnelle des jeunes n’ayant pas encore exercé une activité rémunérée.

## Organisation
L'Anem a mis en place un réseau territorial comprenant :
- 208 Agences locales de l’emploi (ALEM) ;
- 48 Agences de wilaya de l'emploi (AWEM) ;
- 11 Directions régionales de l'emploi (DREM).

Les agences locales, complémentaires des agences de wilaya, sont constituées en fonction des besoins locaux ; il y en avait 151 fin 2009 et elles sont 208 en 2014 avec une moyenne de 10 nouvelles agences chaque année.
Un programme de recrutement pour la période 2006 – 2008 a été lancé pour renforcer les effectifs de l'ANEM, qui étaient de 805 cadres et agents en 2006. Il y en avait 4 300 en 2012.
La direction générale, sise à Alger, est confiée entre 2011 et 2018 à Mohammed Tahar Chalal, ancien directeur général de l'Agence nationale de soutien à l'emploi des jeunes (ANSEJ) . Il est remplacé en novembre 2018 par Redha Ahmed Zegadi, ancien directeur régional de l’ANEM à Constantine.